# Aynsley Dunbar
Pour les articles homonymes, voir Dunbar (homonymie).
Aynsley Dunbar, de son nom complet Aynsley Thomas Dunbar, né le 10 janvier 1946  à Liverpool, est un batteur britannique. En plus de son œuvre personnelle, Aynsley Dunbar a collaboré avec de nombreuses personnalités du rock, dont John Mayall, Jeff Beck, Frank Zappa, John Lennon, Lou Reed, David Bowie, Journey, Sammy Hagar, Ian Hunter, le Jefferson Starship, Whitesnake, et UFO.

## Carrière musicale
Aynsley Dunbar aurait pu être le batteur du Jimi Hendrix Experience lorsque lors d'une audition Jimi Hendrix hésita entre lui et Mitch Mitchell ; c'est ce dernier qui fut retenu.
Aynsley Dunbar est le leader des Aynsley Dunbar Retaliation. Ce groupe, figure marquante du British Blues Boom, a réalisé plusieurs albums significatifs.
Il compose la chanson Warning qui sera reprise par Black Sabbath sur leur premier album.
Dunbar devient ensuite le batteur des Mothers of Invention de Frank Zappa, figurant dans des albums comme Waka/Jawaka ou The Grand Wazoo. Au milieu des années 1970, Dunbar rejoint Journey pour leurs quatre premiers albums. Il quitte le groupe et rejoint le Jefferson Starship pour trois albums. En 1985, Dunbar devient batteur de Whitesnake et joue sur Whitesnake en 1987. Il a également travaillé avec Eric Burdon & The New Animals.
Plus récemment, en 2005, il joue de la batterie sur l'album solo de Jake E. Lee Retraced (ancien guitariste de Ozzy Osbourne).

## Discographie

### The Aynsley Dunbar Retaliation
- Aynsley Dunbar Retaliation (1968)
- Doctor's Dunbar prescription (1969)
- To Mum from Aynsley & the Boys (1970)
- Remains to be heard (1970)

### Aynsley Dunbar
- Aynsley Dunbar - Blue Whale (© 1970)
- Aynsley Dunbar - Mutiny (© Nov 2008) Compilation 46 minutes - Morceaux inédits enregistrés avec Zappa & The Mothers Of Invention, Retaliation, Journey, etc.

### Avec Donovan
- Barabajagal (1969)

### AvecJohn Mayallet lesBluesbreakers
- Hard Road (1967)
- Looking Back (1969)
- So Many Roads (1969)
- Thru The Years (1971)

### AvecFrank Zappaet les Mothers Of Invention
- Chunga's Revenge (1970)
- 200 Motels (1971)
- Fillmore East: June 1971 (1971)
- Just Another Band From L.A. (1972)
- Waka/Jawaka (1972)
- The Grand Wazoo (1972)
- Apostrophe (') (1974)

### AvecJohn Lennon
- Some Time In New York City (1972)
- Divers concerts (bootlegs)

### AvecLou Reed
- Berlin (1973)

### AvecDavid Bowie
- Pin Ups (1973)
- Diamond Dogs (1974)

### AvecMick Ronson
- Slaughter On Tenth Avenue (1974)
- Play Don't Worry (1975)

### AvecJourney
- Journey (1975)
- Look into the Future (1976)
- Next (1977)
- Infinity (1978)

### Avec Ian Hunter
- All American Alien Boy (1976)

### Avec Sammy Hagar
- Nine on a Ten Scale (1976)

### Avec leJefferson Starship
- Freedom at Point Zero (1979)
- Modern Times  (1981)
- Winds Of Change  (1982)

### Avec Whitesnake
- Whitesnake (1987)

### AvecPat Travers
- Just A Touch  (1993)
- Blues Magnet  (1994)
- P.T. POWER TRIO  (2003)

### Avec UFO
- Covenant (2000)

### Avec Jake E. Lee
- Retraced (2005)

### Avec Mogg/Way
- Edge Of The World (1997)